# Pardal d'Itàlia
|  | Aquest article tracta sobre espècie del gènere Passer. Vegeu-ne altres significats a «Ocell». |

El pardal d'Itàlia (Passer italiae) és una espècie d'ocell de la família Passeridae que habita la Península Italiana i zones adjacents.

## Taxonomia
La seva situació taxonòmica no és clara. Se l'ha considera un híbrid estabilitzat entre Pardal Comú (Passer domesticus) i Pardal de passa (Passer hispanoliensis), i també com una subespècie d'alguna de les dues espècies anteriors. Més recentment, Töpfer (2006) ha opinat que no és un híbrid, i que és coespecífic amb el Pardal de passa.
Els individus d'Itàlia septentrional i central i de Còrsega, són aparentment estables, tenint els mascles un patró de plomatge similar al del mascle de Pardal comú, a excepció de la corona marró rogenca (en lloc de gris) i les galtes blanques (en lloc de gris pàl·lid), ambdues característiques del Pardal de passa. Al límit septentrional de l'àrea de distribució, als Alps Meridionals, hi ha una franja d'uns 20 km d'ample, on es presenten híbrids amb el Pardal comú. Al Sud d'Itàlia, de nord a sud, hi ha una tendència creixent a semblar al pardal de passa, amb increment de les marques negres als flancs i dors. Els ocells de Sicília oriental són molt semblants al Pardal de passa. L'oest de Sicília, Sardenya i Malta estan ocupades per Pardals de passa purs. A Creta es troben aus d'aparença idèntica al pardal italià.

## Morfologia
Com correspon al que sembla un híbrid entre pardal comú i de passa, té característiques d'aquestes dues espècies. Hi ha un lleuger dimorfisme sexual, sent la femella gris clar per sota i castanya per sobre, amb el dors estriat de fosc.
El mascle es caracteritza pel cap marró rogenc amb marques blanques a les galtes i ampla taca pectoral negra. El plomatge d'hivern i tardor es torna menys contrastat.

## Distribució
Habita Còrsega, Sicília, Itàlia peninsular i regions adjacents de França, Suïssa, Àustria i Eslovènia.

## Reproducció

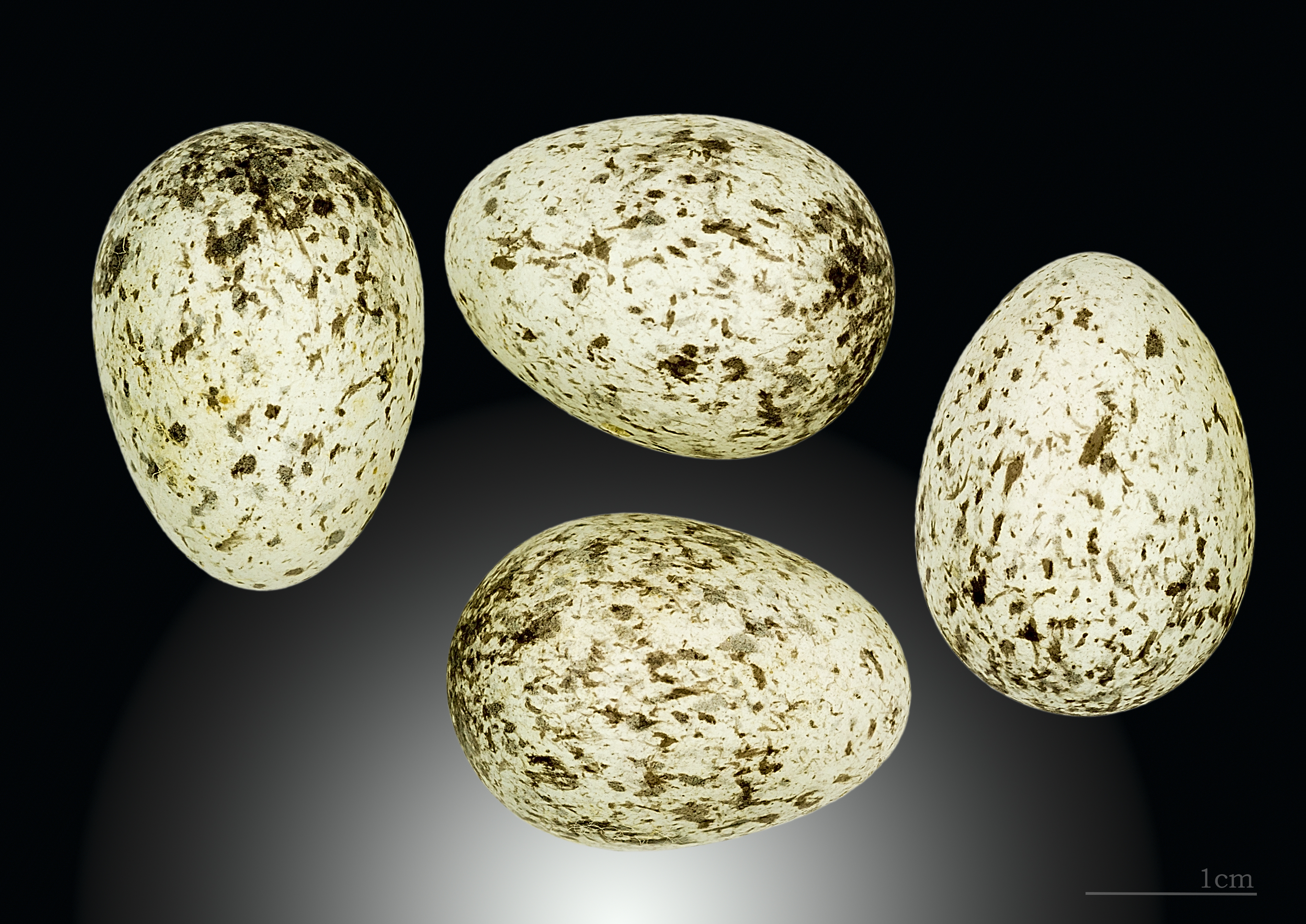
Passer italiae

El niu és una voluminosa estructura d'herba seca, amb obertura lateral, construït aprofitat obres humanes (sota teules, forats als murs, pilars, etc.), més rarament en arbres. La femella pon 3-6 ous que cova durant 11-14 dies. Els pollets resten al niu dues setmanes. Poden tindre tres o quatre postes a l'any.

## Ecologia
Molt depenent de l'home, habita el medi urbà i camps de conreu. Pot nidificar a més de 2.000 metres d'altitud, però no està present en les viles de vacances, habitades únicament en estiu.

## Alimentació
Com tots els passèrids és omnívor, menja de tot, llavors, fruites, insectes i deixalles humanes.